# روبرت دبليو. مكارثي
روبرت دبليو. مكارثي هو محامي وسياسي أمريكي، ولد في 28 مايو 1924 في لينكولن في الولايات المتحدة، وتوفي في 19 مارس 2015 في ديكادور في الولايات المتحدة. نشط حزبياً في الحزب الديمقراطي. وقد انتخب عضو مجلس نواب إلينوي ‏.